# ده ميان
دِه ميان (بالفارسية: ده میان) هي منطقة سكنية تقع في إيران، مقاطعة لامرد، بلدة أشكنان، قسم أشكنان. وحسب احصاءات سنة 2006 كان مجموع عدد سكانها 25 نسمة يعيشون في 5 أسرة.